# Ogrodzieniec (hrad)
Ogrodzieniec je zřícenina hradu ve gmině Ogrodzieniec v okrese Zawiercie ve Slezském vojvodství v Polsku. Nachází se při východním okraji katastru stejnojmenného města u vesnice Podzamcze, která je jeho částí. Hrad byl postaven ve 14. a 15. století a patřil do řetězce hradů, které měly ochránit zemi před nájezdy západních sousedů. V roce 1655 byl zničen během války Polska se Švédskem. Nyní je to  zřícenina, která se nachází na turistické Stezce orlích hnízd. Zřícenina hradu, která je v současné době přístupná veřejnosti, se nachází na jednom z nejvyšších kopců  krakovsko-čenstochovské vrchoviny (Góra Zamkowa - nadmořská výška 515,5 m tj. 10 m pod nejvyšší horou Góry Janowskiego). 

## Historie

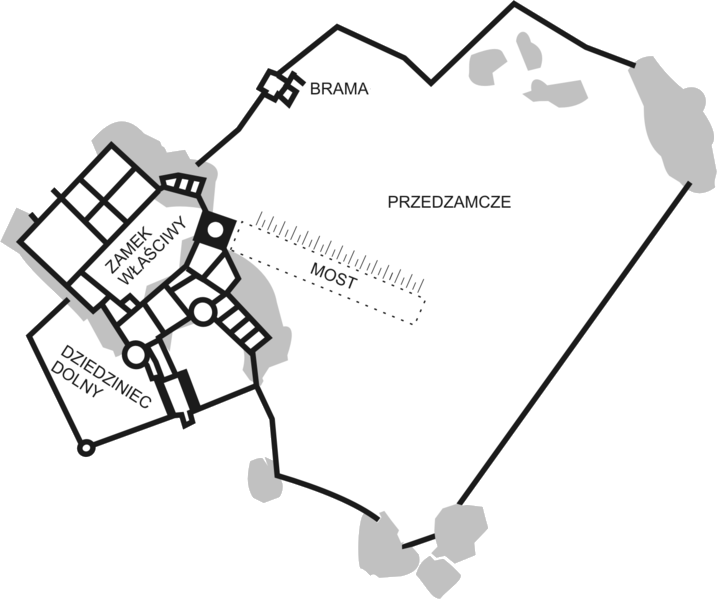
Plánek hradu

První opevnění na místě pozdějšího hradu bylo postaveno za vlády Bolesława Křivoústého. Pravděpodobně bylo zničeno během tatarské invaze v roce 1241. Na místě dřevěné tvrze byl králem Kazimírem Velkým později postaven zděný hrad, který byl součástí řetězce, který sloužil jako ochrana proti nájezdům, které se uskutečnily v letech 1327 a 1345. V roce 1387 dal Władysław Jagiełło hrad krakovskému pohárníkovi Włodkovi z Charbinowic. Pevnost je dokonale vsazena do terénu: ze tří stran byla zakryta vysokými skalami a její obvod byl uzavřen kamennou zdí. Vchod do hradu vedl úzkou mezerou mezi skalami.

Majitelé hradu se pak střídali a teprve v letech 1530-1545 jej převzal Seweryn Bonerovi, který jej  přestavěl a rozšířil o nové křídlo. Středověká pevnost se změnila z hradu gotickém stylu na renesanční zámek. V roce 1655 byl zámek částečně vypálen švédskou armádou , která zde pobývala téměř dva roky a zničila velkou část budov. Dalším majitelem pak byl v roce 1669 krakovský kastelán Stanisław Warszycki. Kolem roku 1695 přešel hrad do rukou rodiny Męcińských. V roce 1702 byl však zámek významně poškozen požárem švédské armády Karla XII., který pohltil více než polovinu hradu. Od té doby nebyl hrad přestavěn. Kolem roku 1784 koupil hrad Tomasz Jakliński, který se však o technický stav areálu nestaral. Poslední obyvatelé opustili zničenou pevnost kolem roku 1810 a následně byl rozprodán jako stavební materiál. Za hradem v Podzamčí stojí kaple, která byla z těchto hradních prvků (např. portál, římsa) postavena. Po roce 1944 byl objekt znárodněn. V roce 1949 pak začaly konzervační práce, zaměřené na zachování hradu v podobě trvalé zříceniny. Práce byly v roce 1973 dokončeny a následně byl hrad návštěvníkům zpřístupněn.

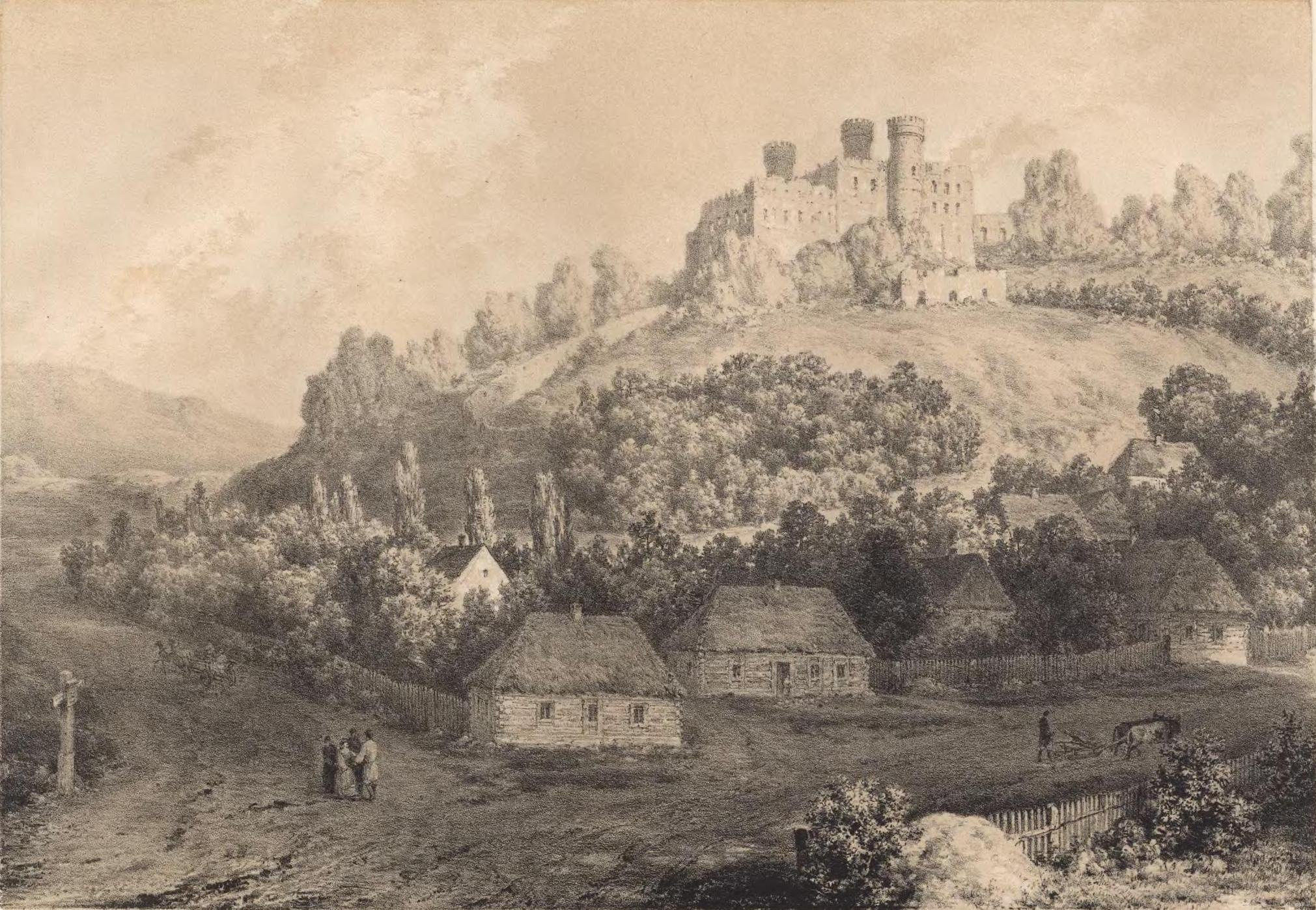
Obraz hradu z 19. století
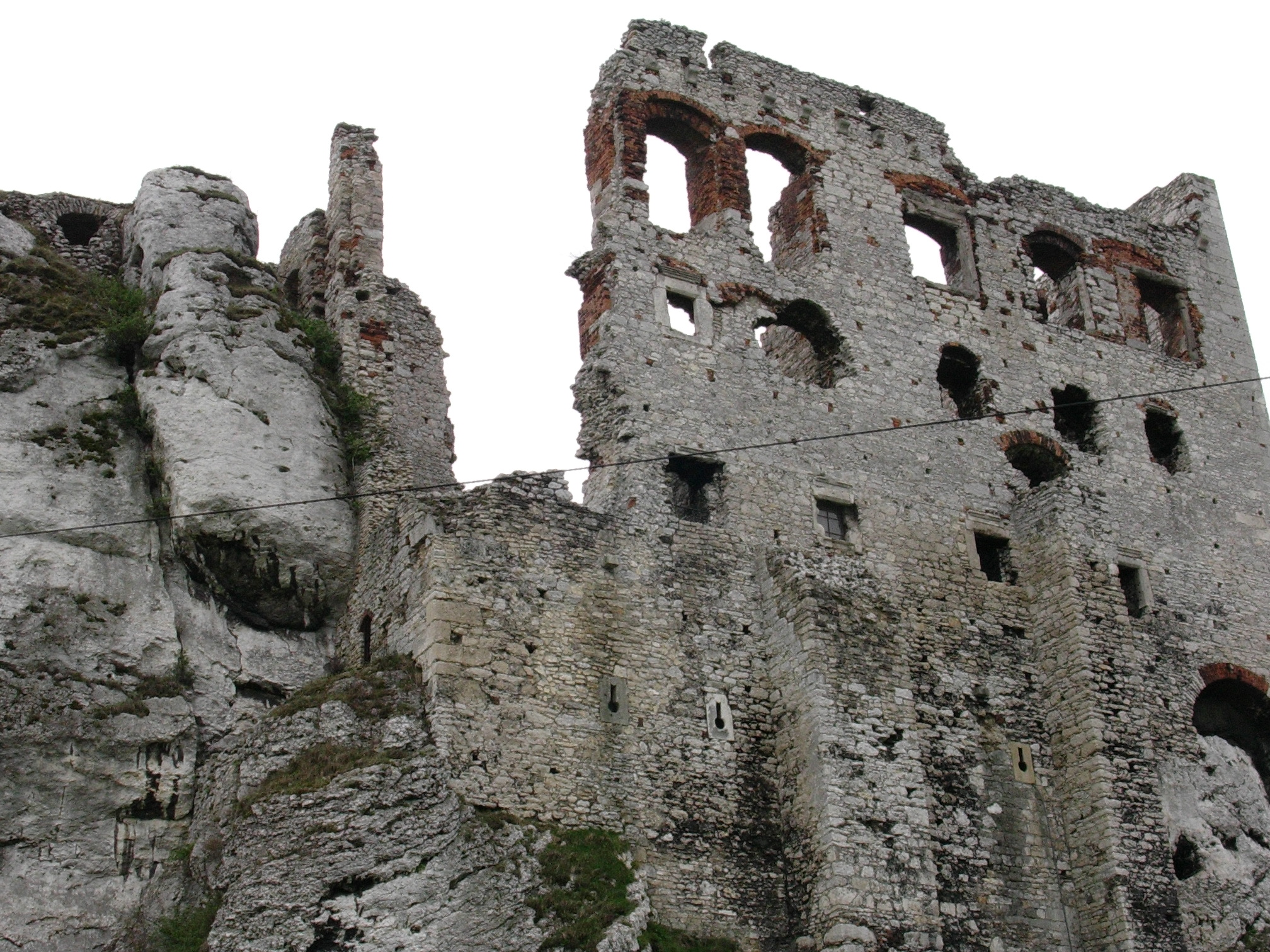
Hradby hradu
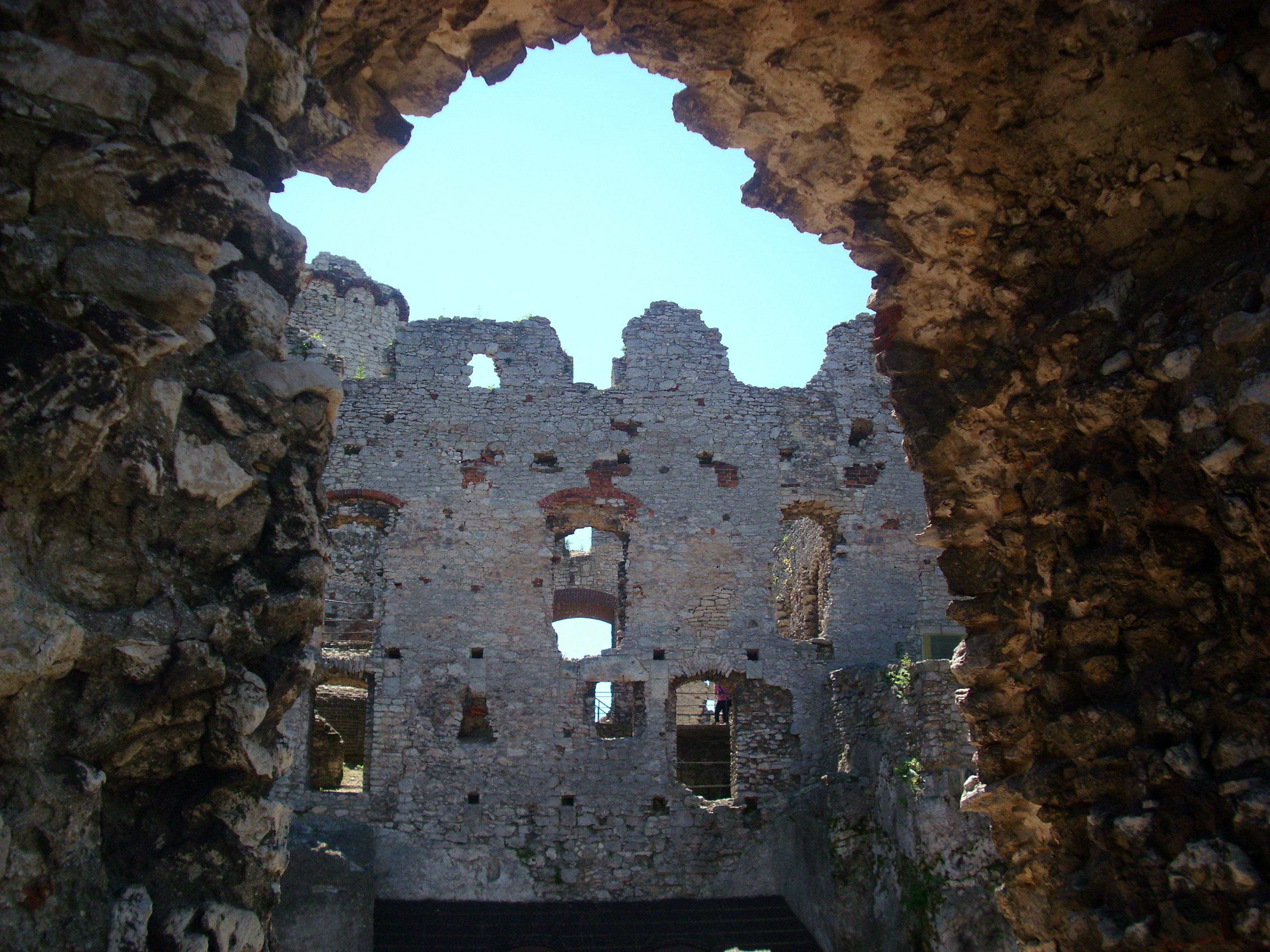
Zdi hradu
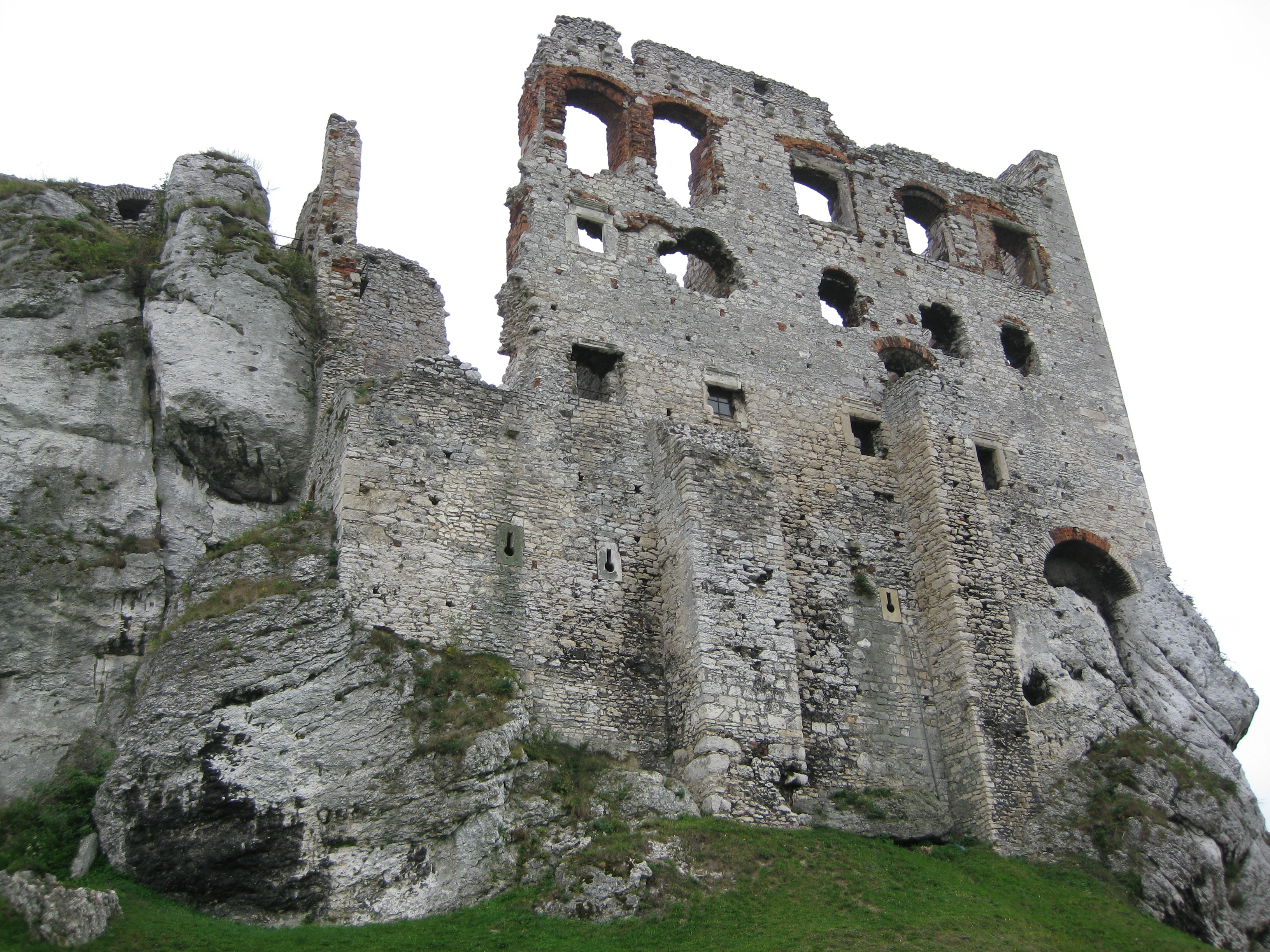
Pohled z jihu
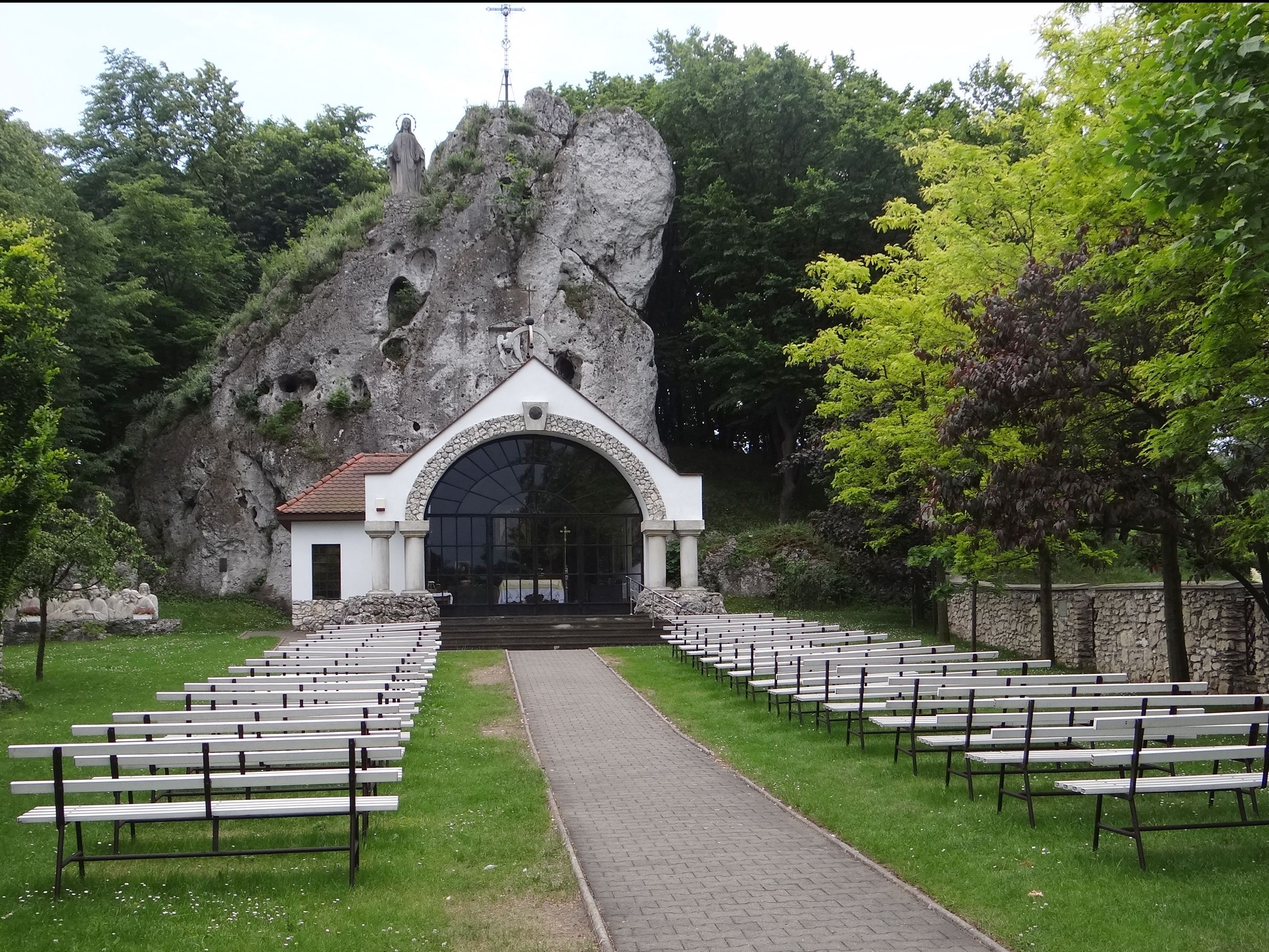
Kaple Matki Boskiej Skalskiej